# مجلس شيوخ نيوجيرسي
مجلس شيوخ نيوجيرسي (بالإنجليزية: New Jersey Senate)‏ هو مجلس شيوخ ولاية نيوجيرسي الأمريكية، ويتكون من 40 مقعداً، وهو المجلس الأعلى في هيئة نيوجيرسي التشريعية.

## طالع أيضًا
- هيئة نيوجيرسي التشريعية